# Rincón Chico, delstaten Mexiko
Rincón Chico är en ort i kommunen Santo Tomás i delstaten Mexiko i Mexiko. Samhället hade 855 invånare vid folkräkningen 2020.